# Simulateur logique
Pour les articles homonymes, voir Simulation.
Un simulateur logique est un logiciel qui permet de valider un schéma d'électronique numérique avant sa réalisation.
La pratique du simulateur logique permet aussi d'acquérir une solide expérience des circuits numériques, sans devoir aller jusqu'à la réalisation.

## Logiciels
- Circuitmaker, version étudiant, un excellent simulateur logique et analogique.